# Perizoma costimaculata
Perizoma costimaculata là một loài bướm đêm trong họ Geometridae.